# Stefano Bar
Stefano Bar  (* 17. April 1990 in Tolmezzo) ist ein italienischer Alpin- und Geschwindigkeitsskifahrer.

## Werdegang
Von 2005 bis 2007 war Bar im alpinen Skisport aktiv, danach wechselte er zum Speedski, wo er seit dem 17. April 2008 im Weltcup zu sehen ist. Bei den Speedski-Weltmeisterschaften 2009 in Vars belegte er den zweiten Platz in der Speed-Downhill-Junior-Klasse. Die Saison 2009 schloss Bar mit einem Sieg und Platz 2 in der Weltcupgesamtwertung in der Speed-Downhill-Junior-Klasse ab. In der Saison 2010 gewann er drei Rennen und den Gesamtweltcup in der Speed-Downhill-Junior-Klasse. Bei seinen zweiten Speedski-Weltmeisterschaften 2011 in Verbier fuhr er auf den dritten Platz in der Speed Downhill-Klasse. In der Saison 2011 gewann er ebenfalls drei Rennen und den Gesamtweltcup in der Speed Downhill-Klasse. Bar stand in der Saison 2012 viermal auf dem Podest und wurde Zweiter im Gesamtweltcup der Speed Downhill-Klasse. Bei seinen dritten Speedski-Weltmeisterschaften 2013 in Vars kam er auf den 15. Platz in der Speed-Downhill-Klasse.

## Erfolge

### Weltcup
- 20 Podestplätze, davon 9 Siege:

|    | Datum          | Ort              | Land     | Klasse |
| -- | -------------- | ---------------- | -------- | ------ |
| 01 | 25. März 2009  | Hundfjället      | Schweden | SDHJ   |
| 02 | 15. März 2010  | Salla            | Finnland | SDHJ   |
| 03 | 15. März 2010  | Salla            | Finnland | SDHJ   |
| 04 | 21. März 2010  | Idre             | Schweden | SDHJ   |
| 05 | 24. März 2010  | Hundfjället      | Schweden | SDHJ   |
| 06 | 21. April 2010 | Verbier          | Schweiz  | SDHJ   |
| 07 | 4. März 2011   | Sun Peaks Resort | Kanada   | SDH    |
| 08 | 5. März 2011   | Sun Peaks Resort | Kanada   | SDH    |
| 09 | 6. April 2011  | Hundfjället      | Schweden | SDH    |

Weltcupplatzierungen
| Saison | Gesamt | Klasse |
| ------ | ------ | ------ |
| 2009   | 2      | SDHJ   |
| 2010   | 1      | SDHJ   |
| 2011   | 1      | SDH    |
| 2012   | 2      | SDH    |